# Hammerbühl (Scheidegg)
Hammerbühl (westallgäuerisch: Hammərbil) ist ein Gemeindeteil der Marktgemeinde Scheidegg im bayerisch-schwäbischen Landkreis Lindau (Bodensee).

## Geographie
Die Einöde grenzt im Norden unmittelbar an den Ort Scheidegg und wird mittlerweile diesem zugeordnet.

## Ortsname
Das Bestimmungswort Hammer beschreibt das gleichnamige Werkzeug oder ein Hammerwerk bzw. eine Hammermühle. Das Grundwort -bühl beschreibt einen Hügel. Historisch wurde der Ort auch Schnurre genannt.

## Geschichte
Hammerbühl wird seit 1950 im Ortsverzeichnis genannt.